# Quavo
Quavious Keyate Marshall (Athens, Georgia; 2 de abril de 1991), conocido por su nombre artístico Quavo, es un rapero estadounidense.
Quavo es conocido por haber sido parte del trío de rap Migos, el grupo se formó en 2008 por Quavo y los raperos Takeoff y Offset. Los tres miembros están directamente relacionados y fueron criados juntos por la madre de Quavo. Quavo es el tío de Takeoff, y Offset es el primo de Quavo. El grupo fue originalmente conocido como Polo Club y son de Lawrenceville, Georgia . El grupo finalmente decidió cambiar su nombre a "Migos" después de decidir qué Polo Club era demasiado genérico. El grupo lanzó su primer proyecto de larga duración, un mixtape titulado Juug Season, el 25 de agosto de 2011. Siguieron con el mixtape No Label, el 1 de junio de 2012.

## Biografía
Quavious Keyate Marshall nació el 2 de abril de 1991 en Atenas, Georgia. La madre de Marshall, Edna Marshall, era peluquera y su padre murió cuando él tenía cuatro años. Los tres miembros de Migos crecieron juntos en el condado de Gwinnett, un área mayormente suburbana a media hora al noreste de Atlanta.
Marshall asistió al Berkmar High School y fue el quarterback titular de su equipo de fútbol durante la temporada 2009, su último año. Berkmar consiguió 1-9 en la temporada 2009, y Marshall fue hasta los 19 de 25 para 201 yardas y tres touchdowns en la primera victoria de la temporada. Quavo anteriormente mantuvo el récord al completar 28 pases en un juego en 2009. A pesar de terminar la temporada de fútbol para su último año, Marshall abandonó Berkmar meses antes de su graduación.
Marshall recibió el Premio MVP durante el Juego de Estrellas de la NBA 2018 después de una actuación y victoria de 19 puntos. En 2019, Marshall jugó en el equipo "Visitante" durante el Partido de las Estrellas de la NBA en el Coliseo de Bojangles en Charlotte, Carolina del Norte.
El 21 de marzo de 2020, Quavo anunció que se había graduado de la Berker High School, tras haber retomado los estudios poco tiempo atrás.

## Carrera musical
Migos se formó en 2008 por Quavo y sus compañeros raperos Takeoff y Offset . Los tres miembros están directamente relacionados y fueron criados juntos por la madre de Quavo. Quavo es el tío de Takeoff, y Offset es el primo de Quavo. El grupo fue originalmente conocido como Polo Club y son de Lawrenceville, Georgia . El grupo finalmente decidió cambiar su nombre a "Migos" después de decidir qué Polo Club era demasiado genérico. El grupo lanzó su primer proyecto de larga duración, un mixtape titulado Juug Season, el 25 de agosto de 2011. Siguieron con el mixtape No Label, el 1 de junio de 2012. 
Migos inicialmente saltó a la fama en 2013 después del lanzamiento de su sencillo " Versace ". La canción fue remezclada por el rapero canadiense Drake y alcanzó el número 99 en la lista Billboard Hot 100 y el número 31 en las canciones Hot R & B / Hip-Hop . Quavo tuvo su primer sencillo principal como artista solista con la canción Champions con varios otros artistas, la canción alcanzó el número 71 en el Billboard Hot 100.
Después del éxito del segundo álbum de estudio de Migos, Culture, que alcanzó el número uno en la lista Billboard 200 de Estados Unidos. En una entrevista con GQ, el rapero nacido en Houston, Travis Scott, con quien Quavo trabajó anteriormente en la colaboración de Young Thug Pick Up the Phone, reveló que estaba trabajando en un álbum colaborativo con Quavo.
En abril de 2017, Quavo apareció en The Fate of the Furious: The Album en la canción "Go Off" con Lil Uzi Vert y Travis Scott. La canción finalmente fue certificada oro por la RIAA. Quavo también lanzó "Ice Tray" con Lil Yachty el 14 de diciembre de 2017. La canción alcanzó el número 74 en el Billboard Hot 100 y luego este sería incluido en el primer álbum copilatorio de la discografía de ambos artistas, titulado Quality Control: Control the Streets, Vol. 1.
El 21 de diciembre de 2017, Quavo anunció que lanzaría Huncho Jack, Jack Huncho con Travis Scott el 22 de diciembre de 2017 sin ninguna promoción previa. El álbum tenía ocho canciones que se estrenaron en el Billboard Hot 100. 
El 26 de enero de 2018, Migos lanzó Culture II. Después de esto, Quavo anunció un próximo proyecto en solitario titulado Quavo Huncho que se lanzaría en octubre. Fue apoyado por tres sencillos, "Workin Me", "Lamb Talk" y "Bubble Gum", con "Workin Me" alcanzando el puesto 52 en el "Billboard Hot 100, convirtiéndose en el sencillo de Quavo con las listas más altas como solista. El álbum finalmente lanzado el 12 de octubre de 2018 a través de los sellos discográficos de Qualiy Control Music, Capitol Records y Motown, y presenta apariciones especiales de 21 Savage, Drake, Saweetie, Madonna, Cardi B, Lil Baby, Travis Scott, Normani, Davido y Kid Cudi.
El 18 de mayo de 2019, Quavo interpretó Future junto a Madonna en la gran final del Festival de Eurovisión 2019 .
El 7 de febrero de 2020, Quavo apareció en la canción "Intentions" del quinto álbum de estudio de Justin Bieber, Changes. La canción alcanzó el puesto número cinco en el Billboard Hot 100. Al año siguiente, Migos lanzó su cuarto álbum, Culture III.
En octubre de 2022, una posible disolución de Migos se convirtió en objeto de especulaciones basadas en informes de que la exnovia de Quavo, Saweetie, se había acostado con Offset. Después de esto, Quavo y Takeoff formaron un súper dúo, Unc & Phew y lanzaron un álbum colaborativo titulado Only Built for Infinity Links el 7 de octubre de 2022 (bajo Quality Control) sin la participación de Offset. Durante una entrevista con el podcast Big Facts , Quavo declaró que le gustaría ver su carrera y la de Takeoff "como un dúo".
El 1 de noviembre de 2022, menos de un mes después del lanzamiento del primer álbum del dúo, Takeoff habría sido asesinado a tiros mientras estaba con Quavo y otros en el 810 Billiards & Bowling en Houston, Texas.

## Otros emprendimientos
Como actor, Quavo junto con los miembros de Migos hicieron su debut televisivo después de una aparición en un episodio de la serie Atlanta de Donald Glover. El episodio se emitió el 13 de septiembre de 2016, bajo el título "Go For Broke". También hizo un cameo en el episodio "Dreamers" de la serie de televisión de drama musical Star de Fox en 2018.
En 2019, fue estrella invitada en el final de la quinta temporada de Black-ish de ABC y Ballers de HBO . Al año siguiente, junto con Billie Eilish, Big Sean, DJ Khaled y Usher, apareció en el episodio final de Justin Bieber: Seasons, una serie documental de YouTube sobre el cantante canadiense Justin Bieber. También hizo una aparición especial en la segunda temporada de Narcos: México.

## Asuntos legales
El 18 de abril de 2015, las autoridades detuvieron un concierto de Migos en la Georgia Southern University y arrestaron a los tres miembros del grupo, así como a varios miembros de su séquito. Quavo fue acusado de posesión de un narcótico de Anexo II no especificado, posesión de marihuana, posesión de un arma de fuego en una zona de seguridad escolar y posesión de un arma de fuego durante la comisión de un delito. Fue liberado de la cárcel bajo fianza, y más tarde no se impugnó por delitos menores de marihuana y recibió una sentencia de 12 meses, que fue suspendida por el pago de multas.

## Discografía

### Álbumes de estudio
- Huncho Jack, Jack Huncho con Travis Scott (2017)
- Quavo Huncho (2018)
- Only Built For Infinity Links con Takeoff (2022)
- Rocket Power (2023)

## Filmografía
| Año  | Título           | Papel    | Notas                                    |
| ---- | ---------------- | -------- | ---------------------------------------- |
| 2016 | Atlanta          | Él mismo | Episodio: "Ir a la quiebra"              |
| 2018 | Star             | Él mismo | Episodio: "Soñadores"                    |
| 2019 | Black-ish        | Él mismo | Episodio: "Hombre relativamente crecido" |
| 2022 | Savage Salvation | Coyote   |                                          |

## Premios y nominaciones
| Año  | Premios                         | Categoría                               | Trabajo nominado                                                               | Resultado |
| ---- | ------------------------------- | --------------------------------------- | ------------------------------------------------------------------------------ | --------- |
| 2017 | Premios Teen Choice             | Elección electrónica / canción de baile | " Know No Better " (con Major Lazer, Travis Scott y Camila Cabello )           | Ganador   |
| 2017 | Premios Teen Choice             | Choice R&B/Hip-Hop Song                 | "I'm the One" (with DJ Khaled, Justin Bieber, Chance The Rapper and Lil Wayne) | Ganador   |
| 2017 | MTV Video Music Awards          | Best Hip Hop Video                      | "I'm the One" (with DJ Khaled, Justin Bieber, Chance The Rapper and Lil Wayne) | Nominado  |
| 2017 | American Music Awards           | Collaboration of the Year               | "I'm the One" (with DJ Khaled, Justin Bieber, Chance The Rapper and Lil Wayne) | Nominado  |
| 2017 | American Music Awards           | Favorite Song – Rap/Hip-Hop             | "I'm the One" (with DJ Khaled, Justin Bieber, Chance The Rapper and Lil Wayne) | Ganador   |
| 2018 | Nickelodeon Kids' Choice Awards | Favorite Song                           | "I'm the One" (with DJ Khaled, Justin Bieber, Chance The Rapper and Lil Wayne) | Nominado  |
| 2018 | Billboard Music Awards          | Top Streaming Song (Audio)              | "Congratulations" (with Post Malone)                                           | Nominado  |
| 2018 | Billboard Music Awards          | Top Rap Song                            | "I'm the One" (with DJ Khaled, Justin Bieber, Chance The Rapper and Lil Wayne) | Nominado  |